# 新潟県道76号十日町当間塩沢線
新潟県道76号十日町当間塩沢線（にいがたけんどう76ごう とおかまちあてましおざわせん）は、新潟県十日町市から南魚沼市に至る県道（主要地方道）である。

## 概要

### 路線データ
- 実延長：17,464.8 m[1]
- 起点：新潟県十日町市馬場乙（国道117号交点）
- 終点：新潟県南魚沼市舞子（新潟県道28号塩沢大和線交点）

## 歴史
- 1993年（平成5年）5月11日 - 建設省から、県道十日町当間塩沢線が十日町当間塩沢線として主要地方道に指定される[2]。
- 2018年（平成30年）12月26日 - 十日町市当間から野中に至る区間で整備が進められていた当間トンネル・新野中橋が午後3時に開通する。[3]

## 路線状況

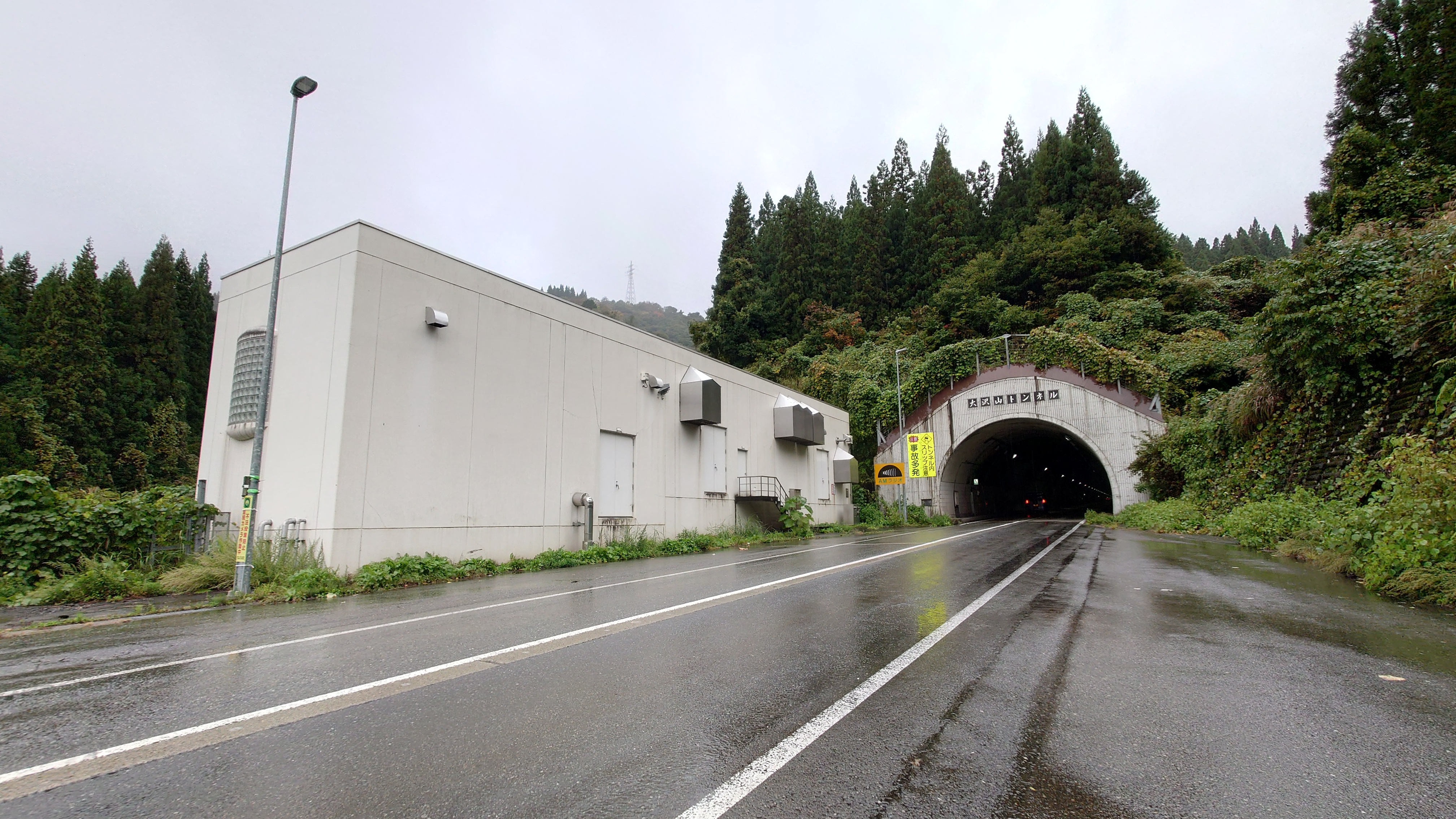
大沢山トンネル塩沢方坑口

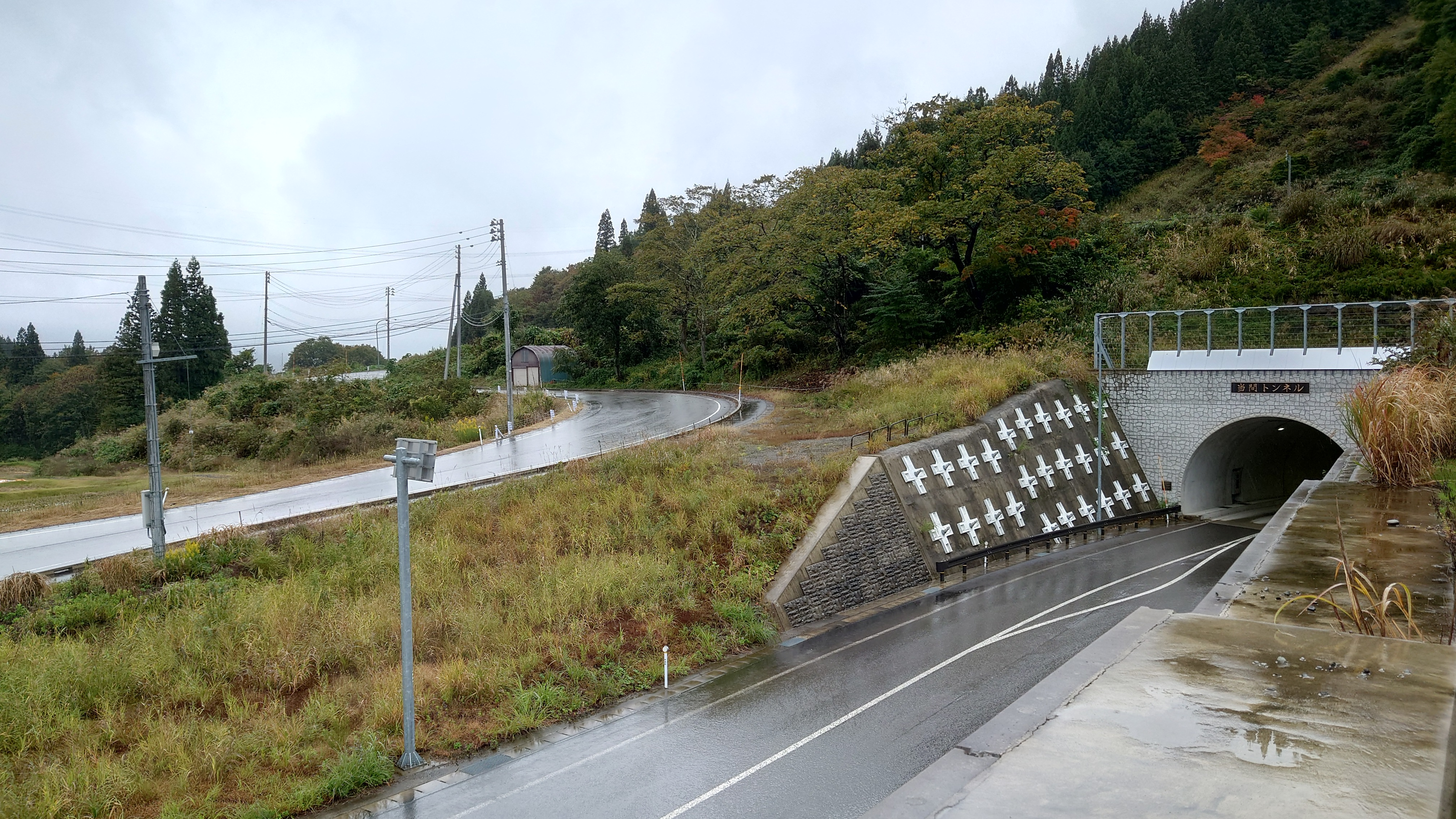
当間トンネル当間方坑口。カーブする道路は旧道

### 重複区間
- 新潟県道560号田沢小栗山線（旧道：南魚沼市樺野沢 地内）
- 新潟県道451号石打停車場塩沢線（大沢交差点 - 南魚沼市大沢）

## 地理

### 通過する自治体
- 十日町市
- 南魚沼市

### 交差する道路
- 国道117号（起点：十日町市馬場乙）
- 新潟県道334号当間土市停車場線（十日町市新宮字蟹沢甲）
- 新潟県道560号田沢小栗山線（魚沼スカイライン）（旧道：南魚沼市樺野沢地内で重複）
- 新潟県道451号石打停車場塩沢線（大沢交差点 - 南魚沼市大沢で重複）
- 国道17号（三国街道）（砂押交差点）
- 新潟県道28号塩沢大和線（終点：南魚沼市舞子）

### 沿線にある施設など
- JR飯山線 越後水沢駅
- JR上越線 大沢駅
- 十日町市立馬場小学校
- 砂押郵便局
- 信濃川
- 魚野川
- 当間（あてま）山（標高：1,016.5m）
- 当間高原リゾート・ベルナティオ
- 大沢山温泉